# Lincoln Custom
Der Lincoln Custom war ein Luxuswagen, der in den Modelljahren 1941 und 1942 von Lincoln hergestellt wurde. Im Modelljahr 1955 gab es nochmals eine Serie unter diesem Namen, die den Cosmopolitan ersetzte.

## 1941–1942
Der Vorkriegs-Custom entstand aus den anderen beiden Lincoln-Modellen Zephyr und Continental durch Verlängerung des Fahrgestelles um 13" (Radstand: 3.505 mm). Der Wagen erhielt die Kühlerfigur des Continental und die Front des Zephyr. Die luxuriöse Innenausstattung war in blauem, grünen oder rehbraunem Stoff oder rehbraunem Cord gehalten.
Die nur als 7-sitzige Limousine oder 7-sitzige Pullman-Limousine erhältlichen Autos hatten, wie ihre Schwestermodelle, einen seitengesteuerten V12-Motor mit 4.785 cm³ Hubraum, der anfangs 120 bhp (88 kW) bei 3.500 min−1. entwickelte. 1942 stieg die Leistung auf 130 bhp (96 kW) bei 4.000 min−1. Ein manuelles Dreiganggetriebe mit Lenkradschaltung und hydraulische Bremsen an allen vier Rädern waren Standard.
Nach dem Zweiten Weltkrieg wurden die großen Wagen zunächst nicht mehr aufgelegt. Erst 1959 erschien wieder ein Lincoln-Pullman in der Continental-Serie.

## 1955
Der Nachkriegs-Custom war der Nachfolger des Cosmopolitan und stellte die einfachere Serie von Lincoln-Fahrzeugen in diesem Modelljahr dar. Der als 2-türiges Hardtop-Coupé und 4-türige Limousine erhältliche Wagen hatte einen Radstand von 3.124 mm. Angetrieben wurden sie – wie ihre Schwesterserie Capri von einem obengesteuerten V8-Motor mit 5.588 cm³ Hubraum, der 225 bhp (165 kW) bei 4.400 min−1 n. leistete. Eine dreistufige Getriebeautomatik gehörte zur Serienausstattung.
Im Folgejahr übernahm der neu konstruierte Capri die Rolle der einfacheren Baureihe.

## Produktionszahlen
| Baujahr | Limousine | Pullman-Limousine | Hardtop-Coupé | Gesamt |
| ------- | --------- | ----------------- | ------------- | ------ |
| 1941    | 355       | 295               |               | 650    |
| 1942    | 47        | 66                |               | 113    |
| 1955    | 2187      |                   | 1362          | 3549   |
| Gesamt  | 2589      | 361               | 1362          | 4312   |